# Granma (krant)

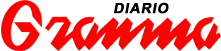
Logo van Granma

Granma is de officiële krant van het Centraal Comité van de Communistische Partij van Cuba. 
De krant is vernoemd naar het jacht Granma waarmee Fidel Castro en 81 andere rebellen op Cuba landden, waarmee de Cubaanse revolutie begon.

## Edities
De krant wordt dagelijks uitgegeven. Er zijn ook wekelijkse internationale edities in het Spaans, Engels, Frans, Duits, Italiaans, Turks en Portugees.